# 블루 옥토버
블루 옥토버(Blue October)는 미국의 록 밴드이다.